# Crash Bash
Crash Bash (в Японії вийшла під назвою Crash Bandicoot Carnival) — відеогра для PlayStation, п'ята в серії Crash Bandicoot. Розроблена Eurocom, перша гра серії, розробку якої вела не Naughty Dog. Реліз відбувся у 2000 році.

## Сюжет

### Початок
У невідомої частини космічного простору Аку Аку посперечався зі своїм братом-близнюком Ука Ука про те, що ж сильніше: добро чи зло. Ука Ука вірить в те, що він найсильніший, і що зло обов'язково зможе перемогти. Аку Аку вирішує, що потрібно вирішити цю суперечку раз і назавжди. Ука Ука збирається напасти на брата, але Аку Аку зупиняє його, нагадуючи, що Древні не потерпіли б насильства між ними. Тоді Ука Ука погоджується провести змагання — його гравці проти гравців Аку Аку. Той погоджується і телепортує до себе двох гравців: Креша та Коко. У цей час Ука Ука телепортує до себе своїх гравців: доктора Нео Кортекса, Нітруса Бріо, Крихітку Тигра, Коалу Конга, Дінгоділа і Ріллу Ру. Аку Аку зауважує, що у брата дуже багато гравців, і вимагає віддати йому двох. Ука Ука віддає йому Крихітку Тигра і Дінгоділа, і гра починається.

### Кінцівка
Кінець гри залежить від того, чиїм гравцем була пройдена гра — одним з гравців Аку Аку (світла сторона) або Ука Ука (темна сторона).
Якщо гравцем світлої сторони: Ука Ука в люті намагається дізнатися, які трюки використовував Аку Аку, щоб перемогти його. Аку Аку відповідає, що не використав жодного обману, що він заздалегідь знав, що Ука Ука намагається реалізувати свій план з викрадення кристалів. Поки Ука Ука зриває злість на своїх гравцях, Аку Аку ховає кристали в кам'яному ящику, кажучи, що там вони в безпеці. Ука Ука вимагає те, що належить йому, і він це отримує — покарання за те, що потурбував кристали. Ука Ука потрапляє у вихор і викидається в космос.
Якщо гравцем темної сторони: у Всесвіті починається буря, що сповіщає, що Ука Ука переміг. Він говорить Аку Аку, що у нього був таємний план — викрасти всі кристали і прийняти на себе їх енергію. Аку Аку дивується, як наївно було думати, що добро завжди само собою перемагає зло. Тепер, коли Ука Ука став сильний, Аку Аку наказує Крешу і Коко тікати й рятуватися. Могутній Ука Ука гучно оголошує, що тепер нікуди бігти і ніде ховатися.
Якщо нічия: (у багатокористувацькому режимі один учасник грав за світлу сторону, а інший — за темну) Аку Аку та Ука Ука вирішують, що їх гравці повинні зустрітися лицем до лиця. Гравцям буде запропонована міні-гра, де вони будуть битися між собою тільки вдвох, як у рівні Jungle Bash. Після кожного раунду оголошується «Перемогло добро» (англ. Good wins) або «Перемогло зло» (англ. Evil wins) — залежно від того, хто виграв раунд. Після трьох зіграних раундів буде показана кінцівка, знову ж таки залежить від того, гравець світлого або темного боку виграв.

## Ігровий процес
Гра відбувається в п'яти Warp Room, на кожному поверсі знаходиться різна кількість порталів, що ведуть до міні-гри або битви з босом. У міні-грі беруть участь чотири гравця. Можна грати одному проти трьох гравців, якими керує комп'ютер (за принципом «кожен сам за себе»), а можна вдвох проти двох комп'ютерних (за принципом «двоє на двоє»). Проходячи міні-ігри, гравець збирає трофеї (кубки), потім дорогоцінні камені, кристали, золоті і платинові релікти.

### Типи міні-ігор
- Ballistix — гра, що нагадує Pong, на квадратній арені з чотирма воротами. Кожен гравець повинен захищати свої ворота, рухаючи корабель і відбиваючи кулі, що летять у його бік. Гравці починають з деякою кількістю куль на рахунку (15, 12 або 20), кожна пропущена куля знімається з рахунку. Гравець, у якого залишилося 0 куль, програє, а його ворота блокуються. Переможцем стає останній, хто залишився.

- Polar Push — арена розташована на айсбергу, на якому чотири гравці на полярних ведмедях намагаються зіштовхнути один одного з айсберга. Час від часу на арені з'являються посилення, за допомогою яких можна на якийсь час зупинити опонентів, збільшити свого ведмедя або автоматично позбутися від одного із суперників.

- Pogo Pandemonium — гра відбувається на арені 8 на 8 квадратів, по яких переміщаються гравці. Кожен гравець, проходячи по квадрату, перефарбовує його в свій колір. На всіх рівнях даного типу, крім одного, потрібно розкривати фіолетові ящики зі знаком оклику, щоб до рахунку додалося число, яке дорівнює кількості полів, перефарбованих в колір гравця. Перемагає гравець з найбільшим рахунком.

- Crate Crush — на відкритій арені розташовуються чотири гравця і ящики — стандартні, TNT, і нітро-ящики. Мета — позбутися від своїх опонентів, кидаючи в них ящики або атакуючи їх у ближньому бою. Коли у гравця не залишається здоров'я, він зникає з арени. Перемагає останній залишився гравець.

- Tank Wars — гра відбувається на арені у вигляді сітки, вигляд якої змінюється в залежності від рівня. У кожного гравця є танк, три міни і необмежений запас зброї. Мета гри — знищити танки супротивників.

- Crash Dash — гонки на час по відкритій кільцевій трасі. Для прискорення свого боліда треба підбирати фрукти Wumpa, щоб затримувати інших гравців, треба підбирати ракети. Гравець, який першим пройде певну кількість кіл, виграє.

- Medievil mayhem — рівні цього типу помітно відрізняються один від одного. Спільне в них те, що потрібно набрати більше очок, ніж інші гравці, які будуть заважати робити це.

### Отримання нагород за проходження
- Трофей — обіграти опонентів у трьох раундах, перш ніж це зроблять вони.

- Дорогоцінний камінь — частіше за все, перемогти в одному раунді за малий проміжок часу (для одного гравця цей проміжок або 30, або 45 секунд; для двох це завжди 30 секунд). У деяких міні-іграх — це кількість очок потрібно знизити до нуля, перш ніж закінчиться час або це зроблять опоненти.

- Кристал — перемогти в одному раунді, але правила гри дещо змінюються, причому так, що гра стає складніше. У деяких міні-іграх гравець втрачає можливість робити які-небудь ходи, на відміну від противників; в деяких — з'являються додаткові перешкоди. (Під час гри за кристал змінюється зовнішній вигляд арени, і вона виглядає не так, як в іграх за інші нагороди).

- Золотий релікт — два рази поспіль обіграти чемпіонів даної арени. Змінюється склад гравців, тому виграти поспіль два раунди стає складніше, ніж виграти три раунди в грі за трофей.

- Платиновий релікт — те ж саме, що і золотий релікт, але тепер потрібно виграти поспіль три раунди.

## Персонажі
Гравці Аку Аку
- Креш
- Coco Bandicoot
- Tiny Tiger
- Dingodile

Гравці Ука Ука
- Dr. Neo Cortex
- Doctor Nitrus Brio
- Koala Kong
- Rilla Roo

Негральні персонажі (боси)
- Papu Papu — перший бос у грі
- Bearminator — другий бос у грі
- Брати Комодо — третій бос у грі
- Nitrous Oxide — четвертий бос у грі

Нейтральні персонажі (частіше за все є не більше, ніж фоном рівня)
- Ripper Roo — зустрічається в одному з рівнів Pogo Pandemonium на третьому поверсі Warp Room. Ставить на ігрове поле динаміти і стріляє ракетами в гравців
- N. Gin — зустрічається в одному з рівнів Ballistix на третьому поверсі Warp Room. Періодично з'являється в середині арени і з великою швидкістю створює кулі
- Penta Penguin — зустрічається в рівні «Snow Bash» на третьому поверсі Warp Room. Спить, поки його не атакують; після прокидається і починає крутитися по всій арені, зачіпаючи гравців

Японська версія гри (Crash Bandicoot Carnival)
- Fake Crash — присутній як гральний персонаж, але не займає ні сторону Аку Аку, ні бік Ука Ука, більш того — не має власної сюжетної лінії і доступний тільки в битвах та турнірах, відкривається кодом: R1 + R2 + left + down (вводити при виборі персонажа). Це змушує замислитися, про можливе існування інших персонажів у грі Crash Bandicoot Carnival…